# إيان كولينز (تنس)
إيان كولينز (بالإنجليزية: Ian Collins) مواليد 23 أبريل 1903 في غلاسكو - الوفاة 20 مارس 1975، كان لاعب كرة مضرب بريطاني. حقق الوصافة في بطولة ويمبدون للزوجي مرة وللزوجي المختلط مرتين.

## النهائيات

### الزوجي: الوصافة 2
| النتيجة | السنة | البطولة            | الشريك       | المنافس في النهائي             | النتيجة في النهائي        |
| الوصافة | 1929  | البطولة الأسترالية | كولن غريغوري | جاك كراوفورد (تنس) هاري هوبمان | 1–6, 8–6, 6–4, 1–6, 3–6   |
| الوصافة | 1929  | ويمبلدون           | كولن غريغوري | ويلمر أليسون جون فان رين       | 4–6, 7–5, 3–6, 12–10, 4–6 |

### الزوجي المختلط: الوصافة 2
| النتيجة | السنة | البطولة  | الشريك     | المنافس في النهائي        | النتيجة في النهائي |
| الوصافة | 1929  | ويمبلدون | جوان فراي  | هيلين ويلز فرانسيس هنتر   | 1–6, 4–6           |
| الوصافة | 1931  | ويمبلدون | جوان ريدلي | آنا ماكيون هاربر جورج لوت | 3–6, 6–1, 1–6      |

## روابط خارجية
- إيان كولينز على موقع رابطة محترفي التنس (الإنجليزية)
- إيان كولينز على موقع الاتحاد الدولي لكرة المضرب (الإنجليزية)
- إيان كولينز على موقع كأس ديفيز (الإنجليزية)
- إيان كولينز على موقع بطولة ويمبلدون (الإنجليزية)